# Tus ojos
Tus ojos es una canción y el sencillo debut de la banda de pop electrónica mexicana Belanova lanzado de su primer álbum de estudio Cocktail (2003) , con el cual obtienen su primer despegue en la escena musical. La canción fue lanzada durante el verano del 2003 y fue todo un éxito, llegando a posicionarse en listas de música nacionales durante más de 2 semanas.

## Información general
Esta canción es de la autoría de la vocalista Denisse Guerrero y los arreglos musicales de Edgar Huerta y Ricardo Arreola, músicos del grupo. En México se comienzan a escuchar los primeros aires electrónicos y Belanova comienzan a obtener los primeros reconocimientos, alcanzando el puesto #1 en el Top 100 mexicano.

## Posicionamientos
| Conteo (2004)           | Posición máxima |
| ----------------------- | --------------- |
| Mexican Top 100 Airplay | 1               |

- Datos: Q6154051